# Peter Gašperšič
Peter Gašperšič, slovenski politik, * 19. september 1965, Novo mesto.
V 12. vladi pod vodstvom Mira Cerarja je bil kot predstavnik Stranke modernega centra imenovan za ministra za infrastrukturo. V 9. vladi pod vodstvom Boruta Pahorja je bil v času ministra Roka Žarnića državni sekretar na Ministrstvu za okolje in prostor. Na državnozborskih volitvah leta 2022 je nastopil na listi Povežimo Slovenijo (volilni okraj Grosuplje).